# Gironès
Gironès (hiszp. Gironés) – comarca (powiat) w prowincji Girona, w Katalonii, w Hiszpanii. Jej stolicą i największym miastem jest Girona. Liczy 136 543 mieszkańców, z czego około połowa mieszka w ośrodku administracyjnym. Ma powierzchnię 575,5 km².